# Parafia św. Apostołów Szymona i Judy Tadeusza w Szczodrowie
Parafia świętych Apostołów Szymona i Judy Tadeusza w Szczodrowie – parafia rzymskokatolicka, znajdująca się w diecezji pelplińskiej, w dekanacie Skarszewy.